# Herminia bryanti
Herminia bryanti är en fjärilsart som beskrevs av Barnes 1928. Herminia bryanti ingår i släktet Herminia och familjen nattflyn. Inga underarter finns listade i Catalogue of Life.